# Expelled: No Intelligence Allowed
 (mars 2023).
Si vous disposez d'ouvrages ou d'articles de référence ou si vous connaissez des sites web de qualité traitant du thème abordé ici, merci de compléter l'article en donnant les références utiles à sa vérifiabilité et en les liant à la section « Notes et références ».
 (février 2021).
La mise en forme du texte ne suit pas les recommandations de Wikipédia : il faut le « wikifier ».
Les points d'amélioration suivants sont les cas les plus fréquents :
- Les titres sont pré-formatés par le logiciel. Ils ne sont ni en capitales, ni en gras.
- Le texte ne doit pas être écrit en capitales (les noms de famille non plus), ni en gras, ni en italique, ni en « petit »…
- Le gras n'est utilisé que pour surligner le titre de l'article dans l'introduction, une seule fois.
- L'italique est rarement utilisé : mots en langue étrangère, titres d'œuvres, noms de bateaux, etc.
- Les citations ne sont pas en italique mais en corps de texte normal. Elles sont entourées par des guillemets français : « et ».
- Les listes à puces sont à éviter, des paragraphes rédigés étant largement préférés. Les tableaux sont à réserver à la présentation de données structurées (résultats, etc.).
- Les appels de note de bas de page (petits chiffres en exposant, introduits par l'outil «  Source ») sont à placer entre la fin de phrase et le point final[comme ça].
- Les liens internes (vers d'autres articles de Wikipédia) sont à choisir avec parcimonie. Créez des liens vers des articles approfondissant le sujet. Les termes génériques sans rapport avec le sujet sont à éviter, ainsi que les répétitions de liens vers un même terme.
- Les liens externes sont à placer uniquement dans une section « Liens externes », à la fin de l'article. Ces liens sont à choisir avec parcimonie suivant les règles définies. Si un lien sert de source à l'article, son insertion dans le texte est à faire par les notes de bas de page.
- La présentation des références doit suivre les conventions bibliographiques. Il est recommandé d'utiliser les modèles {{Ouvrage}}, {{Chapitre}}, {{Article}}, {{Lien web}} et/ou {{Bibliographie}}. Le mode d'édition visuel peut mettre en forme automatiquement les références.
- Insérer une infobox (cadre d'informations à droite) n'est pas obligatoire pour parachever la mise en page.

Pour une aide détaillée, merci de consulter Aide:Wikification.
Si vous pensez que ces points ont été résolus, vous pouvez retirer ce bandeau et améliorer la mise en forme d'un autre article.

Expelled: No Intelligence Allowed est un film de propagande de style documentaire américain de 2008 réalisé par Nathan Frankowski et mettant en vedette Ben Stein. qui croient en un design intelligent. Il dépeint la théorie scientifique de l'évolution comme un contributeur au communisme, au fascisme, à l'athéisme, à l'eugénisme et, en particulier, aux atrocités nazies dans l'Holocauste.
Bien que la conception intelligente soit une idée religieuse pseudoscientifique, le film la présente comme fondée sur la science, sans donner une définition détaillée du concept ou tenter de l'expliquer à un niveau scientifique. En plus de traiter brièvement des problèmes de complexité irréductible, Expelled examine la conception intelligente comme une question politique.
Expelled a été diffusé dans 1 052 salles, plus que tout autre documentaire avant lui, et a rapporté plus de 2 900 000 $ lors de son premier week-end. Il a rapporté 7,7 millions de dollars, ce qui en fait le 33e film documentaire le plus rentable aux États-Unis (en 2018, et non ajusté pour l'inflation).
La réaction des médias au film a été largement négative. Plusieurs critiques, y compris celles de USA Today et Scientific American, ont décrit le film comme de la propagande, avec USA Today ajoutant que c'était "une diatribe politique déguisée en commentaire sérieux sur la liberté étouffée d'enquête" et Scientific American décrit cette dernière comme "une attaque non scientifique contre Darwin ".
Le New York Times l'a considéré comme « une diatribe sur la théorie du complot se faisant passer pour une enquête d'enquête" et "un article de propagande sans principes qui insulte les croyants et les non-croyants ».

## Fiche technique
- Réalisation : Nathan Frankowski
- Genre : Documentaire
- Durée : 97 minutes
- Date de sortie : 18 avril 2008